# Цефазолин
Цефазоли́н (лат. Cefazolin) — антибиотик первого поколения цефалоспоринов.

## Фармакологические свойства
Фармакодинамика
Цефазолин — цефалоспориновый антибиотик 1-го поколения. Действует бактерицидно. Обладает широким спектром антимикробного действия. Активен как в отношении грамположительных (Staphylococcus spp., продуцирующие и непродуцирующие пенициллиназу штаммы, Streptococcus spp., Pneumoncoccus, Corynebacterium diphtheriae, B. antracis), так и грамотрицательных микроорганизмов (N. meningitides, N. gonorrhoeae, Shigella, Salmonella, E. coli, Klebsiella). Активен также в отношении Spirochaetaceae и Leptospiraceae. Препарат не эффективен в отношении Pseudomonas aeruginosa, индолположительных штаммов Proteus, Mycobacterium tuberculosis, анаэробных микроорганизмов.
Фармакокинетика
После внутримышечного и внутривенного введения препарат быстро всасывается и распределяется в тканях и жидкостях организма, максимальной концентрации в крови достигает через 1 час и сохраняется в терапевтической концентрации 8-12 часов, легко проникает через плацентарный барьер, в синовиальный, плевральный и перитонеальный экссудаты. Выделяется в основном почками, создавая в моче высокие концентрации.

## Показания к применению
Инфекционно-воспалительные заболевания, вызванные чувствительными к препарату возбудителями: эндокардит, сепсис, перитонит, инфекции дыхательных путей, мочеполового тракта, в том числе сифилис и гонорея, инфекционные поражения костей и суставов, а также для профилактики послеоперационных осложнений.

Цефазолин

## Противопоказания
Повышенная чувствительность к препаратам группы цефалоспоринов и другим бета-лактамным антибиотикам. Не назначают новорожденным.

## Особые указания
С осторожностью назначают препарат пациентам с заболеваниями желудочно-кишечного тракта (особенно с колитом).
Во время применения цефазолина возможно появление положительной прямой и непрямой проб Кумбса.
Во время применения цефазолина возможно получение ложноположительной реакции на глюкозу в моче.
Безопасность применения препарата у недоношенных детей и детей первого месяца жизни не установлена.

## Беременность и кормление грудью
В период беременности препарат назначают только по жизненным показаниям. Для кормящих матерей цефазолин является одним из самых безопасных антибиотиков, он плохо усваивается орально и фактически не попадает в грудное молоко.

## Взаимодействие с другими лекарственными средствами
Препарат не рекомендуется применять одновременно с пероральными антикоагулянтами и диуретиками (этакриновая кислота, фуросемид).

## Способ применения и дозы
Доза и продолжительность лечения устанавливается индивидуально с учётом тяжести течения и локализации инфекции, чувствительности возбудителя. Препарат можно вводить внутримышечно, внутривенно (струйно или капельно). Средняя суточная доза для взрослых составляет 1 г, кратность введения — 2 раза в сутки. Максимальная суточная доза- 6 г, кратность введения может быть увеличена до 3- 4 раз в сутки.
Для профилактики послеоперационных осложнений назначают 1 г цефазолина за 30 минут до операции; 0,5-1 г во время операции и по 0,5 — 1 г каждые 6-8 часов в течение суток после операции.
Средняя суточная доза для детей составляет 25-50 мг/кг массы тела, при тяжелом течении заболевания доза может быть увеличена до 100 мг/кг массы тела в сутки.
Средняя продолжительность лечения составляет 7-10 дней. У пациентов с нарушениями функции почек режим дозирования цефазолина устанавливают с учётом значений от клиренса креатинина:
```
Клиренс        Сывороточный     Доза цефазолина
креатинина     креатинин
(мл/мин) 	(мг%)
55             <1,5             Без изменений
35-54          1,6-3,0          Обычная доза каждые 8 часов
11-34          3,1-4,5          1/2 дозы каждые 12 часов
<10            >4,6             1/2 дозы через 18-24 часов
```

Все рекомендации по назначению заниженных доз применяются после установления начальной нагрузочной дозы, соответствующей тяжести инфекции. Для внутримышечного введения препарат растворяют в 4-5 мл воды для инъекций, изотонического раствора хлорида натрия или 0,25-0,5 % раствора новокаина. Для внутривенного капельного введения препарат растворяют в 100—250 мл изотонического раствора хлорида натрия или 5 % растворе глюкозы; инъекцию проводят в течение 20-30 минут (скорость введения 60-80 капель в минуту). Для внутривенного струйного введения разовую дозу препарата разводят в 10 мл изотонического раствора хлорида натрия и вводят медленно в течение 3-5 минут.

## Побочное действие
Возможно развитие аллергических реакций в виде кожной сыпи, зуда, эозинофилии, отёка Квинке, артралгии, анафилактического шока. В этих случаях необходимо прекратить введение препарата и провести десенсибилизирующую терапию.
У больных с заболеваниями почек при лечении большими дозами цефазолина (6 г) могут появиться признаки почечной недостаточности. В этих случаях дозу препарата снижают и лечение проводят под контролем динамики содержания азота мочевины и креатинина в крови.
Возможны желудочно-кишечные расстройства: тошнота, рвота, диарея, псевдомембранозный колит, транзиторное повышение активности печеночных трансаминаз.
При длительном лечении могут развиться дисбактериозы, суперинфекция, вызываемая устойчивыми к антибиотику штаммами, кандидоз.
При внутримышечном введении препарата в редких случаях наблюдается флебит, зачастую болезненность в месте инъекции. Со стороны системы кроветворения: нейтропения, лейкопения, тромбоцитопения.

## Условия хранения
В сухих, защищённых от прямого солнечного света и недоступных для детей помещениях при температуре до 25 °C.